# حقوق ال‌جی‌بی‌تی در لهستان
افراد لزبین، همجنس‌گرا، دوجنس‌گرا و ترنس‌جندر (LGBT) در لهستان با چالش‌های قانونی مواجه هستند که ساکنان غیر ال‌جی‌بی‌تی با آن‌ها مواجه نیستند. طبق گزارش ILGA-Europe در سال ۲۰۲۳، وضعیت حقوق ال‌جی‌بی‌تی در لهستان بدترین وضعیت را در بین کشورهای اتحادیه اروپا دارد. فعالیت جنسی همجنس مرد و زن از سال ۱۹۳۲ در لهستان قانونی بوده‌است، زمانی که این کشور سن مساوی را برای رضایت همجنسگرایان و دگرجنسگرایان معرفی کرد که ۱۵ سال تعیین شده بود. لهستان به افراد ال‌جی‌بی‌تی حقوقی مشابه با دگرجنس گرایان در مناطق خاص ارائه می‌دهد: مردان همجنس‌گرا و دوجنسگرا مجاز به اهدای خون هستند، همجنس گرایان و دوجنسگرایان مجاز به خدمت آشکار در نیروهای مسلح لهستان هستند و افراد ترنسجندر مجاز به تغییر جنسیت قانونی خود با رعایت برخی موارد هستند. الزاماتی شامل انجام درمان جایگزینی هورمون است. قانون لهستان تبعیض شغلی بر اساس گرایش جنسی را ممنوع می‌کند، اگرچه چنین حمایت‌هایی ممکن است در عمل مؤثر نباشد. هیچ حمایتی برای خدمات بهداشتی و جرایم ناشی از نفرت وجود ندارد.
برخی از زوج‌ها در لهستان برای به رسمیت شناخته شدن ازدواج خود در دادگاه اروپایی حقوق بشر مبارزه می‌کنند، مانند پرونده آندرسن علیه لهستان.